# Silva (pesnička forma)
Silva je  španski oblik pesme komponovane od sedmeraca i jedanaesteraca, koji se ređaju bez utvrđenog rasporeda.Pesnik  po svojoj volji određuje podelu na strofe, većinu stihova rimuje (koristi konsonantsku rimu), a poneki stihovi ostaju bez rime.
Postoje silve koje su sastavljene izključivo od jedanaesteraca i osmeraca ,iako se inače ova kompozicija pojavljuje kao niz stihova a ponekad je podeljena u strofe koje podsećaju na oblik italijanske estance.
Silva se može koristiti u pesničkim sastavima bilo koje sadržine.

## Poreklo
Ova metrička forma nastaje početkom 17. veka u delima Franciska de Riohe (Francisco de Rioja) i u delu Las Soledades Luisa de Gongore (Luis de Góngora) i od tada se ustalila u španskoj književnosti. 
U ovoj formi pisali su još: Lope de Vega (Gatomaquia), Fransisco de Quevedo  (Francisko de Quevedo) (El sueño) i Kalderon de la Barka (Calderón de la Barca)  (La vida es sueño).

## Razvoj
Interes za silvu raste u neoklasicizmu u pesmama  Fraj Dijega Gonsalesa (Fray Diego Gonsalez) Delija i Husta (Delia y Justa).
Tokom romantizma nastavlja se interesovanje za ovu metričku formu. Nju koristi Espronseda u delu Himno al sol, Duke de Rivas (Duque de Rivas) A la victoria de Bailén, Sorilja (Zorilla) u raznim pesmama o Granadi.
Svoj procvat silva doživljava u modernizmu, kako u tradicionalnom obliku jedanaesteraca i sedmeraca, u pesmama Ruben Daria ( Ruben Dario), Migel de Unamuna (Miguel de Unamuno) ,tako i u drugim metričkim kombinacijama. Među ovim inovacijama zaslužuje da se pomene i silva arromanzada sa asonantskom rimom u delima Ruben Darija  Lo que son los poetas i Antonija Mačada (Antonio Machado) u pesmama Campos de Castilla.

## Primer
Por tierras de España
El hombre de estos campos que incendia los pinares 
y su despojo aguarda como botín de guerra, 
antaño hubo raído los negros encinares, 
talado los robustos robledos de la sierra.

Hoy ve sus pobres hijos huyendo de sus lares; 
la tempestad llevarse los limos de la tierra 
por los sagrados ríos hacia los anchos mares; 
y en páramos malditos trabaja, sufre y yerra,

Es hijo de una estirpe de rudos caminantes,
pastores que conducen sus hordas de merinos 
a Extremadura fértil, rebaños trashumantes 
que mancha el polvo y dora el sol de los caminos.

Pequeño, ágil, sufrido, los ojos de hombre astuto,
hundidos, recelosos, movibles; y trazadas 
cual arco de ballesta, en el semblante enjuto 
de pómulos salientes, las cejas muy pobladas,

Abunda el hombre malo del campo y de la aldea, 
capaz de insanos vicios y crímenes bestiales,
que bajo el pardo sayo esconde un alma fea, 
esclava de los siete pecados capitales.
Antonio Mačado (Fernando de Erera)

## Literatura
- Ružic, Žarko, Enciklopedijski rečnik versifikacije. Izdavačka knjižarnica Zorana Stojanovića, Novi Sad. 2008.
- Quilis, Antonio, Métrica española, Ediciones Ariel. 14ª edición. Madrid, 2001.
- Calderón Estébanez, Demetrio, Diccionario de términos literarios, Alianza Editorial. 1ª Edición. Madrid, 1998.